# Ludwig Trapp von Trappensee

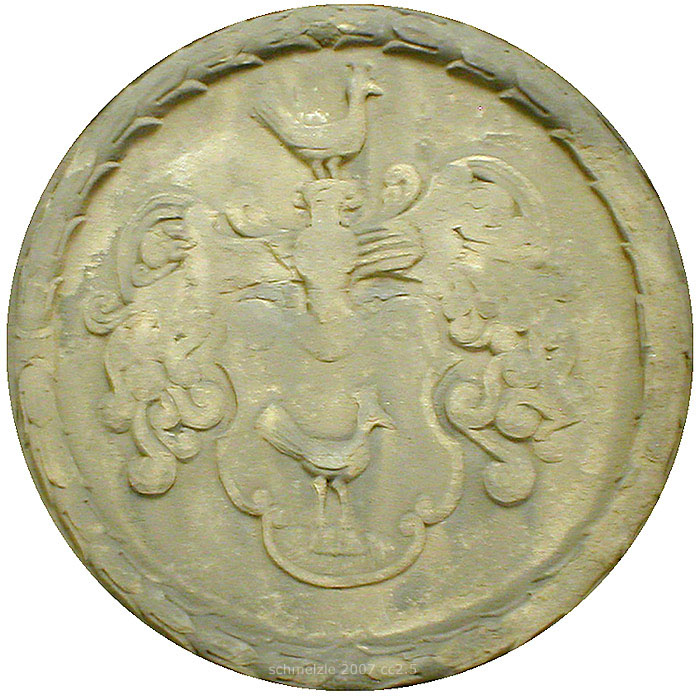
Vollwappen der Familie Trapp vom einstigen Sammelgrabmal in Heilbronn

Ludwig Trapp von Trappensee (* 11. Juli 1596; † 16. Juli 1655) war von 1643 bis zu seinem Tod 1655 Bürgermeister von Heilbronn.
Der Kaufmann Ludwig Trapp gehörte ab dem 22. August 1635 als Mitglied dem kleinen Rat der Stadt Heilbronn an, vorher war er 1633 Mitglied des großen Rats, war seit dem 1. Dezember 1635 Steuerherr, und von 1643 bis 1655 Bürgermeister von Heilbronn.
Die Familie Trapp stammt aus der Wetterau und ist im 15. Jahrhundert in Heilbronn belegt. Das Wappen der Familie Trapp stellt einen silbernen Trapp dar, der eine Krone trägt. Der Trapp ist vor einem roten Hintergrund dargestellt.
Anfang des Jahres 1653 erwarb die Kaufmannsfamilie Trapp in Heilbronn das Seegut am damaligen Orthensee, der daraufhin nach den neuen Besitzern seine bis heute gebräuchliche Bezeichnung Trappensee erhielt. Trapp wurde gemeinsam mit seinem Bruder, Schultheiß Johann Bernhard Trapp, am 4. Mai 1653 zum Trapp von Trappensee geadelt. Er war verheiratet mit Anna Maria Benderin (1588–1652) und hatte einen Sohn Johann Ludwig Trapp (1621–1675).